# Vilkického průliv

Vilkického průliv

Vilkického průliv (rusky пролив Вилькицкого – proliv Vilkickogo) se nachází na severu Sibiře v Severním ledovém oceánu a spojuje moře Laptěvů na východě s Karským mořem na západě a oddělující Tajmyrský poloostrov na jihu od ostrova Bolševiku patřícího k souostroví Severní země na severu. Je zhruba 130 kilometrů dlouhý, šířka měřená od Čeljuskinova mysu na Tajmyrském poloostrově k mysu Tajmyra na Bolševiku je 56 kilometrů a hloubka je až 210 metrů, přičemž hlubší je ve své východní části.
Poprvé průlivem proplul v roce 1878 Švéd Adolf Erik Nordenskjöld. V roce 1913 byl průliv prozkoumán ruskou hydrografickou expedicí vedenou Borisem Andrejevičem Vilkickým
Od roku 1918 se jmenuje po Borisi Andrejevičovi Vilkickém, ruském průzkumníkovi, který ho v roce 1913 objevil a pojmenoval ho průliv careviče Alexeje, po ruském následovníkovi trůnu. V roce 1918 byl průliv oficiálně přejmenován na úžinu Borise Vilkického, od roku 1954 se používá zkrácený název Vilkického průliv.
Jedná se o nejsevernější část Severní mořské cesty.